# Ed và Lorraine Warren
Edward "Ed" Warren Miney (7 tháng 9 năm 1926 – 23 tháng 8 năm 2006) và Lorraine Rita Warren (nhũ danh Moran, 31 tháng 1 năm 1927 – 18 tháng 4 năm 2019) là những nhà điều tra nghiên cứu hiện tượng siêu linh và là tác giả của những cuốn sách về các trường hợp ma ám nổi bật. Edward là cựu chiến binh của Hải quân Hoa Kỳ trong Thế chiến thứ 2 và là cựu nhân viên cảnh sát, sau tự học về ngành quỷ học, trở thành tác giả sách và nhà thuyết trình. Vợ của ông, Lorraine, là một nhà ngoại cảm tự xưng và lên đồng, cùng làm việc với người chồng.
Năm 1952, họ thành lập Hội Nghiên cứu hầu đồng New England (N.E.S.P.R), là nhóm săn ma lâu đời nhất ở New England. Họ viết nhiều sách về siêu linh và những báo cáo khác nhau về hoạt động thần bí của những cuộc điều tra bí mật mà họ đã thực hiện. Họ tuyên bố đã từng điều tra hơn 10.000 trường hợp trong suốt sự nghiệp của mình. Gia đình Warren là một trong số những điều tra viên đầu tiên trong vụ việc gây tranh cãi ma ám tại ngôi nhà ở Amityville. Theo họ, nhóm N.E.S.P.R. đã sử dụng nhiều cá nhân, bao gồm bác sĩ, các nhà nghiên cứu, nhân viên cảnh sát, y tá, sinh viên đại học và tu sĩ trong cuộc điều tra của mình.
Nhà Warren chịu trách nhiệm trong việc đào tạo nhiều nhà quỷ học bao gồm Dave Considine, Lou Gentile, và cháu của họ là John Zaffis. Ngoài công việc điều tra, Lorraine còn điều hành The Warren's Occult Museum (Bảo tàng siêu nhiên của gia đình Warren) ở sau ngôi nhà của bà tại Monroe, Connecticut với sự trợ giúp của người con rể, Tony Spera.

## Những vụ án đáng lưu ý

### Annabelle
Theo lời của vợ chồng nhà Warrens, vào năm 1970 có hai người bạn cùng phòng cho rằng con búp bê hình dạng nhân vật hoạt hình Raggedy Ann đã bị ám bởi linh hồn của cô gái tên Annabelle Higgins. Với nhận định con búp bê này đã bị thao túng và điều khiển bởi một hiện thân tàn ác, con búp bê hiện đang được trưng bày tại bảo tàng siêu nhiên của gia đình nhà Warrens. Các phim Annabelle, The Conjuring và Annabelle: Creation đều dựa trên câu chuyện được kể bởi hai vợ chồng Warrens.

### Gia đình nhà Perron
Năm 1971, hai vợ chồng nhà Warrens cho rằng căn nhà của gia đình Perron tại Harrisville, tiểu bang Rhode Island đã bị ám bởi một phù thủy đã ở tại đây vào đầu thế kỉ 19. Theo lời của hai vợ chồng Warrens, Bathsheba Sherman đã nguyền rủa bất cứ ai sống trong căn nhà này sớm muộn đều phải chết. Sự việc này được chuyển thể thành nội dung chính của phim The Conjuring. Lorraine Warren làm cố vấn nội dung phim và xuất hiện trong phim ở phân đoạn dẫn dắt cốt truyện.

### Ngôi nhà Amityville
Hai vợ chồng nhà Warren có lẽ được biết đến nhiều nhất với vụ ma ám tại ngôi nhà Amityville, nơi mà cặp đôi người New York George và Kathy Lutz cho rằng ngôi nhà của họ đã bị ám bởi một hiện thân tàn bạo, quỷ quyệt và dữ dội đến nỗi họ phải rời bỏ khỏi căn nhà. Trong cuốn The Amityville Horror Conspiracy của hai nhà văn Stephen và Roxanne Kaplan đã mô tả vụ án này là "một trò bịp bợm". Tuy nhiên, bà Lorraine Warren đã khẳng định đây là vụ việc có thật với báo giới. Bài báo cáo về vụ án này đã được viết thành sách The Amityville Horror viết năm 1977 và được chuyển thể thành phim năm 1979 và 2005 và đồng thời truyền cảm hứng cho một series phim dài tập. Sự kiện của nhà Warrens đã xuất hiện như là phần mở đầu của The Conjuring 2 (2016).

### Tà hồn tại Enfield
Cuối thập niên 70, gia đình Warren cho rằng một gia đình sống ở Enfield (một vùng ngoại ô ở Bắc London) đã bị ám sau khi xuất hiện những hoạt động của một tà hồn. Trong khi những nhận định xung quanh bác bỏ vụ việc và cho rằng đây chỉ là những điều nhảm nhí do những đứa trẻ trong gia đình này muốn được chú ý, nhà Warren đã cam đoan đây hoàn toàn một vụ án do sự chiếm hữu của thế lực đen tối với những dẫn chứng sự việc đầy thuyết phục. Câu chuyện đã trở thành nguồn cảm hứng cho cốt truyện chính của The Conjuring 2.